# Protocol van Sèvres
Het protocol van Sèvres (1956) was een geheime Franse–Israëlische–Britse overeenkomst voor de uitvoering van een militair plan om het Egytische Nasser-regime omver te werpen en de nationalisering van het Suezkanaal op 26 juli 1956 ongedaan te maken. Onderhandelingen over de overeenkomst vonden plaats in Sèvres van 22 tot 24 oktober 1956. Als gevolg van de aanvallen ontstond de Suezcrisis.
Het document werd ondertekend door de Franse minister Christian Pineau, de Israëlische premier/minister Ben-Gurion en de Britse onderminister Patrick Dean.

## Achtergrond
In juli 1956 had het Nasser-regime het Suezkanaal genationaliseerd. Hierdoor gingen investeringen van Franse en Britse aandeelhouders van het Suezkanaal verloren. Israëlische schepen die door het kanaal voeren werden door Egypte in hun doorgang belemmerd. Frankrijk was een belangrijke wapenleverancier van Israël en wilde een kernreactor leveren, waarmee Israël kernwapens zou kunnen ontwikkelen.

## Doel en strategie
Alle drie landen wilden het Nasser-regime omverwerpen en de nationalisering van het Suezkanaal ongedaan maken. Frankrijk was de initiatiefnemer die samenwerking zocht met Israël, om de uitvoering van het plan mogelijk te maken. De Britse deelname was noodzakelijk vanwege diens positie in het Midden-Oosten en voor militaire slagkracht.
Volgens het protocol zou Israël op 29 oktober 1956 een oorlog in de Sinaïwoestijn starten. Daarna zouden Frankrijk en Engeland voor Egypte onaanvaardbare voorwaarden stellen voor een staakt-het-vuren binnen 12 uur met een "tijdelijke" bezetting van het Suezkanaal door de twee grootmachten. Israël zou zich slechts tot 10 mijl van het kanaal, in de Sinaï, hoeven terug te trekken. Op 31 oktober zouden Frankrijk en Engeland dan Egypte bombarderen, terwijl Israël de oostelijke Sinaï en eilanden in de Rode Zee zou innemen.

## Totstandkoming
Tijdens het opstellen van het protocol zocht Israëls premier en minister van Defensie David Ben-Gurion ook steun van beide grootmachten voor andere Israëlische doelen: het ontmantelen van Jordanië, deportatie van alle door Israël verdreven Palestijnse vluchtelingen naar de Oostelijke Jordaanoever en overdracht van dit gebied aan Irak. Verder zou Israël de soevereiniteit moeten krijgen over de Westelijke Jordaanoever en economisch daaraan gekoppeld worden. Israël zou ook Zuid-Libanon moeten annexeren.

"Jordan is an artificial entity, and has no future. Lebanon suffers from an excess of a Muslim population, and would be quite happy to get rid of those parts where this population is located. Jordan must, therefore, be dismantled, the East Bank [of the Jordan River] should be annexed to Iraq, in return for an Iraqi commitment to settle the Palestinian refugees in the Arab states and to make peace with Israel, and the West Bank should be organized as an autonomous area, connected with Israel economically, while Israel manages its foreign and security affairs.

The areas south of the Litany River must be torn out of Lebanese control and annexed to Israel. The Suez Canal area must be internationalized, and Israel must be allowed to control the sea antrances to the Gulf of Eilat. A precondition for any agreement is the overthrow of Nasser ... Great Britain will return to a position of hegemony in Iraq and in Transjordan, ... and the Suez Canal would be an international waterway."

De Franse onderhandelaar stelde voor om een fake Egyptische aanval op Beersheba in Zuid-Israël te simuleren en dit als voorwendsel te gebruiken om een Israëlische aanval op Egypte te rechtvaardigen en zo de operatie in gang te zetten. Ben-Gurion wees dit voorstel af, omdat hij "niet tegen de wereld wilde liegen". In plaats daarvan stelde hij voor om IDF-troepen diep in de Sinaï te laten droppen en zo een zogenaamd ingrijpen van de grootmachten te provoceren.
"The first point of the plan was that Israel would decide how precisely to initiate hostilities in Sinai but the governments of France and Britain recommended action connected with the Suez Canal. Second, Israel had to carry out an operation that would look like a real act of war so that the French and British governments could argue that the canal was in danger." [...]

Israël legde ook zijn verdere intenties op tafel: de permanente annexatie van de Sinaï ten oosten van de lijn El Arish - Abu Ageila - Nakhl - Sharm el-Sheikh, oftewel de gehele oostelijke Sinaï.
"Israel declares its intention to keep her forces for the purpose of permanent annexation of the entire area east of the El Arish-Abu Ageila, Nakhl-Sharm el-Sheikh, in order to maintain for the long term the freedom of navigation in the Straits of Eilat ... Britain and France are required to support or at least to commit themselves not to show opposition to these plans." 
Ben-Gurion eiste verder: "The Straits of Tiran are the State of Israel’s Suez Canal.... We intend to capture the Straits of Tiran and we intend to stay there and thus ensure freedom of navigation to Eilat."
Volgens artikel 4 van het Protocol van Sèvres zou Israël niet alleen Oost-Sinaï, maar ook de eilanden Tirane en Sanafir in de Rode Zee bezetten.
Shimon Peres maakte meteen gebruik van deze gelegenheid, om bij de Fransen de laatste hand te leggen aan een overeenkomst voor de bouw van een kernreactor in Dimona en de levering van het benodigde uranium.

## Tekst van het protocol
De Engelse vertaling van het protocol luidt:
The results of the conversations which took place at Sèvres from 22–24 October 1956 between the representatives of the Governments of the United Kingdom, the State of Israel and of France are the following:
1. The Israeli forces launch in the evening of 29 October 1956 a large scale attack on the Egyptian forces with the aim of reaching the Canal Zone the following day.
2. On being apprised of these events, the British and French Governments during the day of 30 October 1956 respectively and simultaneously make two appeals to the Egyptian Government and the Israeli Government on the following lines:
A. To the Egyptian Government
a) halt all acts of war.
b) withdraw all its troops ten miles from the Canal.
c) accept temporary occupation of key positions on the Canal by the Anglo-French forces to guarantee freedom of passage through the Canal by vessels of all nations until a final settlement.
B. To the Israeli Government
a) halt all acts of war.
b) withdraw all its troops ten miles to the east of the Canal.
In addition, the Israeli Government will be notified that the French and British Governments have demanded of the Egyptian Government to accept temporary occupation of key positions along the Canal by Anglo-French forces.
It is agreed that if one of the Governments refused, or did not give its consent, within twelve hours the Anglo-French forces would intervene with the means necessary to ensure that their demands are accepted.
C. The representatives of the three Governments agree that the Israeli Government will not be required to meet the conditions in the appeal addressed to it, in the event that the Egyptian Government does not accept those in the appeal addressed to it for their part.
3. In the event that the Egyptian Government should fail to agree within the stipulated time to the conditions of the appeal addressed to it, the Anglo-French forces will launch military operations against the Egyptian forces in the early hours of the morning of 31 October.
4. The Israeli Government will send forces to occupy the western shore of the Gulf of Aqaba and the group of islands Tirane and Sanafir to ensure freedom of navigation in the Gulf of Aqaba.
5. Israel undertakes not to attack Jordan during the period of operations against Egypt. But in the event that during the same period Jordan should attack Israel, the British Government undertakes not to come to the aid of Jordan.
6. The arrangements of the present protocol must remain strictly secret.
7. They will enter into force after the agreement of the three Governments.
(signed)
David Ben-Gurion     Patrick Dean     Christian Pineau